# Ручка-ролер

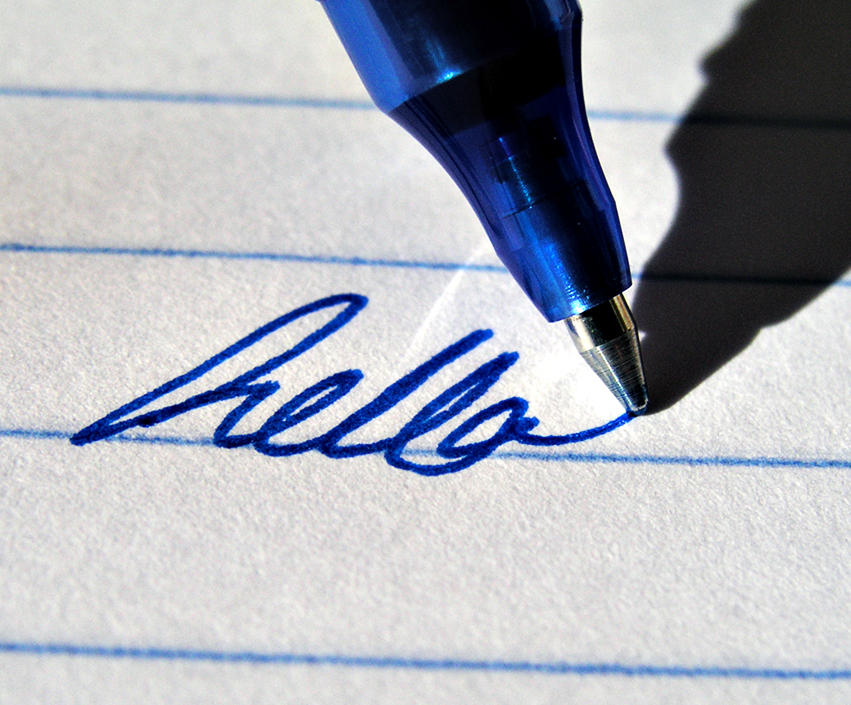
Ручка ролер з гелевим чорнилом

Ручка ролер (англ. roller ball pen, roll pen) — ручка, у якій використовується механізми написання кулькових точок рідиною на водній основі або гелевим чорнилом, на відміну від в'язких фарб на олійній основі, що містяться в кулькових ручках . Ці менш в'язкі фарби, які, як правило, глибше і ширше відбиваються на папері, на відміну від інших видів чорнил, завдяки цьому ручки ролери мають власні відмінні письмові якості. Точка письма — крихітна кулька, зазвичай 0,5 або 0,7 мм у діаметрі, що переносить чорнило з резервуара на папір під час руху пера.

## Переваги

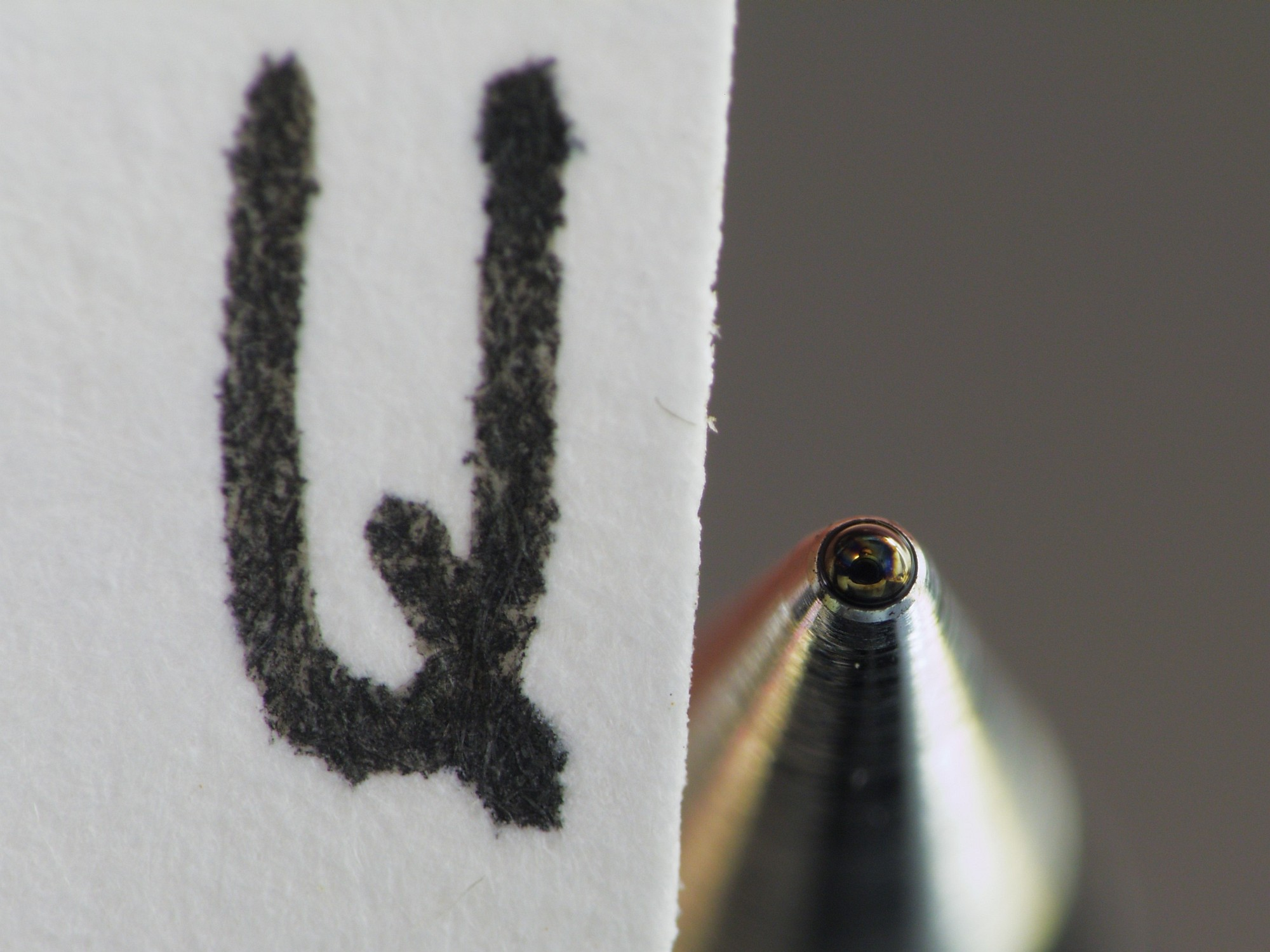
Зблизька: ручка ролер і написаний нею символ

Існує два основних типи ручок ролерів: ручки з рідкими чорнилами та гелеві ручки. В ручках з рідкими чорнилами використовується система подачі чорнила подібна до авторучки, і вони розроблені для поєднання зручності кулькової ручки з гладким ефектом «мокрої фарби» авторучки. Ручки ролери такого типу були представлені в 1963 році японською компанією Ohto. Гелеві ручки ролери були запатентовані в 1982 році компанією Sakura Color Products.
Гелеві чорнила зазвичай містять пігменти, тоді як рідкі фарби обмежуються барвниками, оскільки пігменти опускаються в рідкі чорнила (седиментація). Розміри і сила суспендування гелів дозволяють використовувати пігменти у гельованих чорнилах, що дає більшу різноманітність яскравіших кольорів, ніж це можливо в рідких чорнилах. Гелі також дозволяють використовувати більш важкі пігменти з ефектом металу або блиску або непрозорі пастельні пігменти, які можна побачити на темних поверхнях.
Ручки ролери з рідким чорнилом пишуть дуже точно і пропускають менше, ніж ручки з гелевими чорнилами. Менша в'язкість рідких чорнил збільшує ймовірність постійного фарбування кульки, тоді як більша в'язкість гелевих фарб спричиняє пропуски, тобто випадкові прогалини в рядках або літерах.
У порівнянні з кульковими ручками:
- Ручки ролери мають унікальну систему подачі чорнила для рівномірного, високопродуктивного письма.
- Щоб ручка могла чітко писати, не потрібно дуже сильно на неї натискати. Це дозволяє тримати ручку з меншим навантаженням на руку, економити енергію та покращувати комфорт. Це також може призвести до більшої швидкості запису. Особливо це стосується рідких чорнильних ручок.
- Фарби зазвичай мають більший діапазон кольорів завдяки ширшому вибору відповідних водорозчинних барвників та/або використанню пігментів.
- Вони, як правило, пишуть чіткіше, ніж кулькові ручки.

## Недоліки

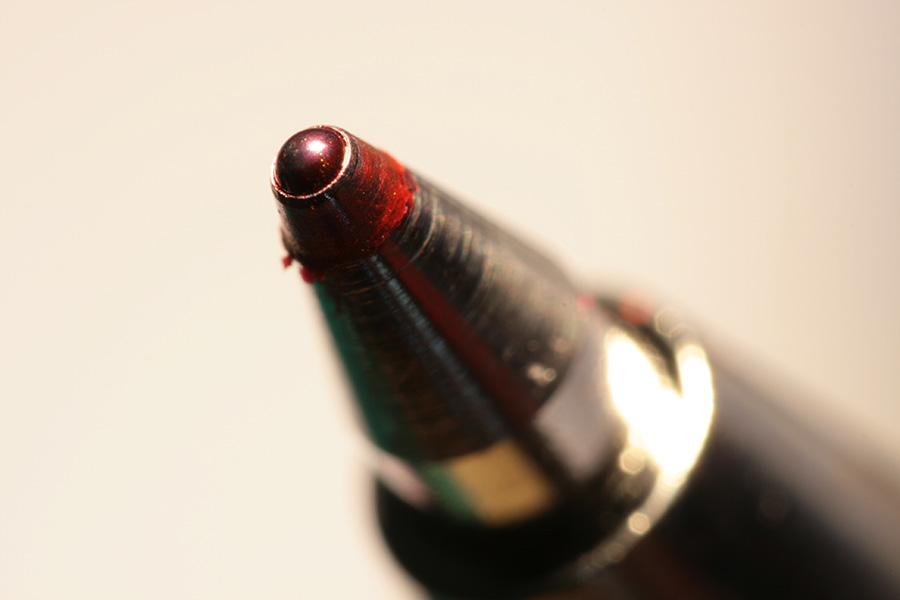
Кінчик ручки ролера яка протікає

Є ряд недоліків, властивих ручкам-ролерам:
- Ручки-ролери з рідким чорнилом більш схильні до «просочування» крізь папір. Рідкі чорнила легше поглинаються папером через нижчу в'язкість. Ця в'язкість також створює проблеми при залишенні кінчика на папері. Ефект просочування значно збільшується, оскільки чорнило постійно вбирається в папір, створюючи пляму. Це не розповсюджується на гелеві ручки-ролери (кулькові ручки з гелевою фарбою). Це одна з переваг густини гелевих фарб, оскільки вони не настільки схильні до поглинання. Хоча ефект просочування ручки-ролера з гелевими чорнилами є більшим, ніж у кулькової ручки, зазвичай він не надто значний.
- У ручках-ролерах чорнило зазвичай закінчується швидше, ніж у кулькових, оскільки ролерні кульки використовують більшу кількість чорнила під час письма. Особливо це стосується ручок з рідким чорнилом, оскільки гелеві чорнила мають низьку швидкість поглинання внаслідок своєї густини. І перших і других не вистачає надовго у порівнянні з кульковою ручкою.
- Не закриті ковпачком ручок-ролерів частіше протікають, наприклад, якщо їх помістити в кишеню сорочки, але більшість ручок мають ковпачки або інші механізми, що запобігають цьому.
- Кінчик ручки-ролера швидше засмічується і заклинює при нанесенні на корекційну рідину, яка ще не повністю висохла. Це часто псує чорнильний картридж.

## Стандарти
Міжнародна організація зі стандартизації опублікувала стандарти для кулькових ручок:
ISO 14145-1
1998: Ручки ролери та заправки — Частина 1: Загальне використання
ISO 14145-2
1998: Ручки ролери та заправки — Частина 2: Документальне використання (DOC)
Щоб ручки ролери відповідали стандарту документального використання ISO 14145-2: 1998, акредитована лабораторія ISO / IEC 17025 повинна встановити наступне:
- Стійкість до стирання — Поверхня тестового паперу повинна мати чіткі докази пошкодження, перш ніж лінія стане невидимою під час тестування.
- Стійкість до етанолу — лінія повинна залишатися видимою під час тестування з 50 % водним розчином етанолу (об'ємна частка).
- Стійкість до хлоридної кислоти — лінія повинна залишатися видимою при випробуванні 10 % -ним водним розчином соляної кислоти (масова частка).
- Стійкість до гідроксиду амонію — лінія повинна залишатися видимою при випробуванні 10 % -ним водним розчином кислоти гідроксиду амонію (масова частка).
- Стійкість до відбілювання — лінія повинна залишатися видимою при випробуванні водним 3 % свіжоприготованим розчином хлораміну-Т[6] (масова частка).
- Водонепроникність — лінія повинна залишатися видимою при випробуванні водою.
- Світлостійкість — лінія повинна залишатися видимою під час тестування зі світлом.

Більшість контейнерів з рідинами для ручок ролерів відповідають стандарту ISO 14145-2: 1998 і схвалені для документального використання.

## Використання
Колишній агент MI-6 Річард Томлінсон стверджує, що ручки ролери Pentel Rolling Writer широко використовувались агентами для створення секретних записів (невидимих повідомлень) під час місій.
Керамічна ручка ролер Ohto Model CB-10F була використана на Економічному саміті промислових країн 1990 року.